# بانک خارجی لیبی
بانک خارجی لیبی (انگلیسی: Libyan Foreign Bank) شرکت خدمات مالی و بانکداری در لیبی است، که در سال ۱۹۷۲ توسط بانک مرکزی لیبی تأسیس شد.